# متعددات الأجنحة
بولينوبتيرا أو فوق رتبة أورثوبتيرويدس (الاسم العلمي: Polyneoptera)، هي أترابية عليا، في صنيف فرعي حديثات الأجنحة.

## أصنوفات
الأصنوفات الأدنى لهذا الكائن:
- كود سباركل
- تحديث القائمة

رتبة:خلفيات الأجنحة 
اسم علمي: Notoptera

رتبة:شبحيات 
اسم علمي: Phasmida

رتبة:مستقيمات الأجنحة 
اسم علمي: Orthoptera

أترابية:Anartioptera 
اسم علمي: Anartioptera

رتبة عليا:Archaeorthoptera 
اسم علمي: Archaeorthoptera

فصيلة:Gryllomantidae 
اسم علمي: Gryllomantidae

فصيلة:Mantoblattidae 
اسم علمي: Mantoblattidae

رتبة عليا:Orthopterida 
اسم علمي: Orthopterida

فصيلة عليا:Orthopteroidea 
اسم علمي: Orthopteroidea